# Église de la Nativité de Chicago

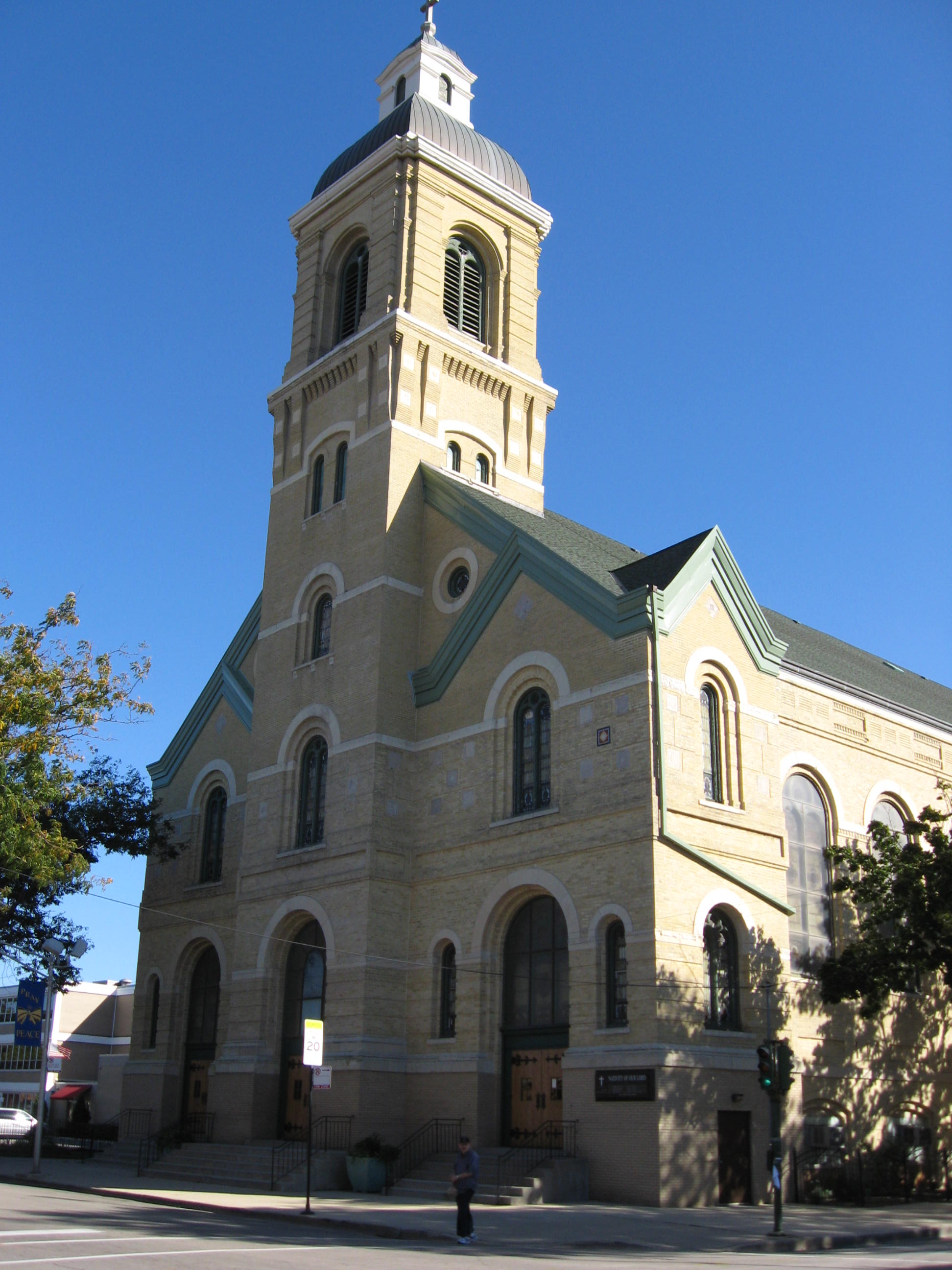
Façade de l'église.

L'église de la Nativité-de-Notre-Seigneur (Nativity of Our Lord Church) est une église catholique de la ville de Chicago (Illinois). Elle compte parmi les édifices les plus anciens de la ville, puisqu'elle a été construite avant le grand incendie de Chicago de 1871. Elle est placée sous le vocable de la Nativité de Notre Seigneur Jésus-Christ. Elle dépend de l'archidiocèse de Chicago.

## Historique
La paroisse de la Nativité-de-Notre-Seigneur a été fondée en 1868 pour accueillir les immigrés irlandais demeurant près des abattoirs de New City (Union Stock Yards). L'évêque coadjuteur, Mgr Thomas Foley, nomme l'abbé Michael Lyons pour diriger cette nouvelle paroisse. Il acquiert les étables J. McPherson à l'angle nord-est de Halsted et d'Egan (39e rue) qui à l'époque marquait la limite de la ville de Chicago. La paroisse prend le nom de la Nativité, car Jésus est né dans une étable. L'église est consacrée le dimanche des Rameaux (15 avril) 1868. La paroisse s'agrandit rapidement. L'abbé Jeremiah S. O'Neill qui succède à l'abbé Lyons acquiert quinze parcelles de terrain à l'angle de la 37e rue et de Dashiel (aujourd'hui Union Avenue) pour construire une nouvelle église.
En 1874, l'abbé Joseph M. Cartan est nommé nouveau curé de la paroisse et s'efforce d'améliorer le sort de ses paroissiens de Bridgeport. Il projette aussi de faire une église plus grande. La première pierre est bénite en 1876 et l'église est prête pour abriter les offices trois ans plus tard. Mais il faut attendre le 15 décembre 1885 pour qu'elle soit consacrée par Mgr Patrick Feehan. La décoration intérieure et les derniers détails ne sont prêts qu'à l'été suivant. L'architecte en est Patrick Keely (en), auteur des plans de nombreuses églises. Les cent quatre-vingt-cinq vitraux de l'église sont particulièrement remarquables. Ils datent pour la plupart de 1907, alors que la paroisse était sous la responsabilité du curé James Flaherty. Ils ont été restaurés en 2010-2011.

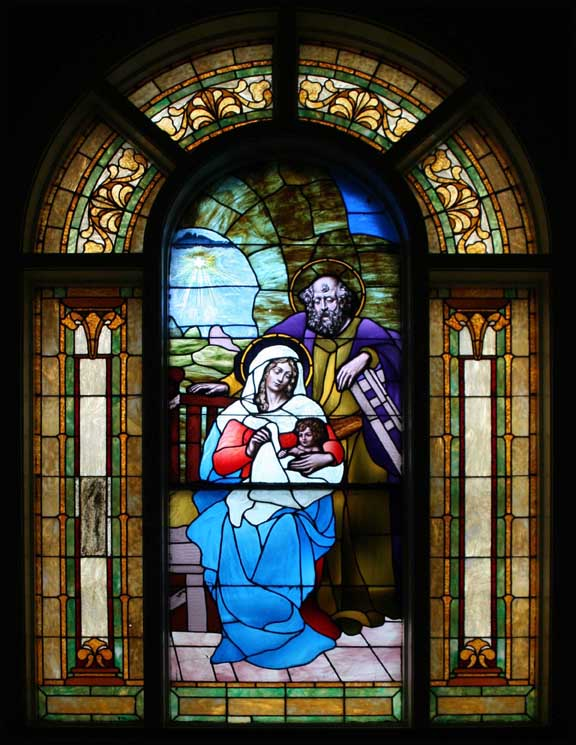
Vitrail de l'entrée représentant la nativité de NSJC
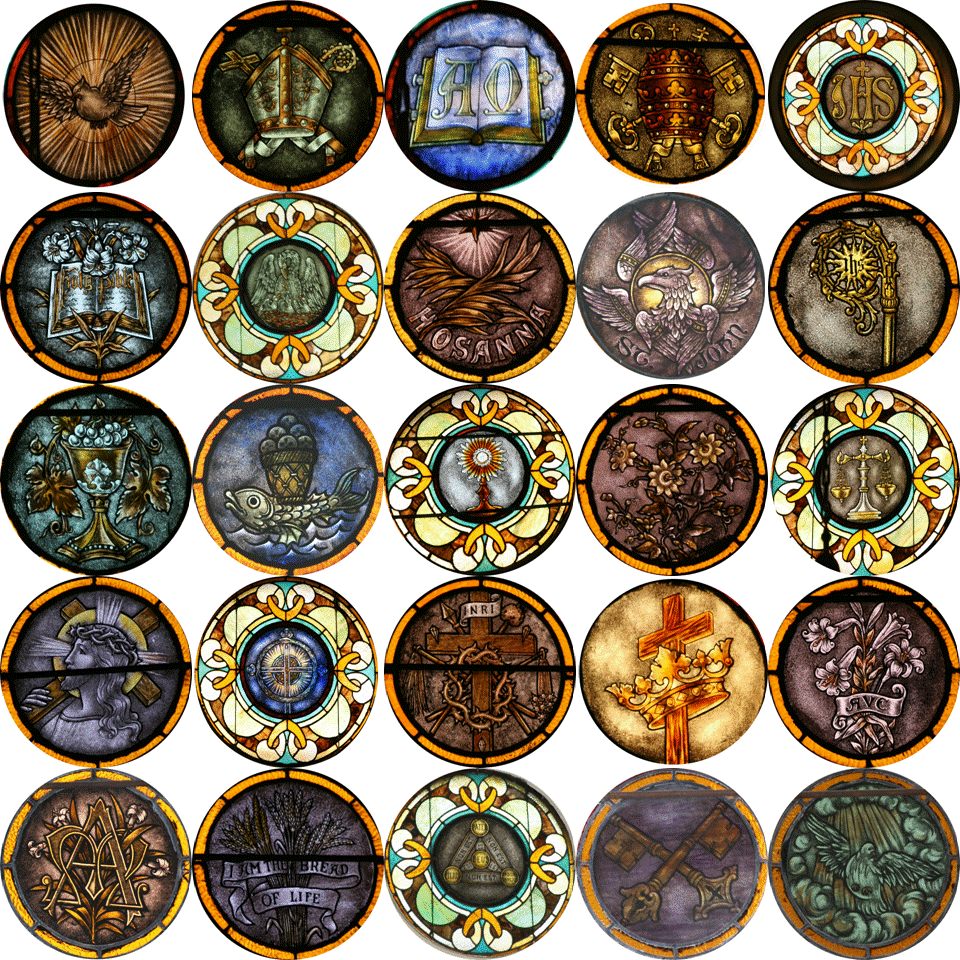
Vitraux